# Rožengrunt
Rožengrunt je naselje v Občini Sveta Ana.